# Государственный молодёжный театр Литвы
Госуда́рственный молодёжный теа́тр (лит. Valstybinis jaunimo teatras) — драматический театр, действующий в Вильнюсе с 1965 года. В первый год своей деятельности был Театром юного зрителя, затем носил название Государственного молодёжного театра Литовской ССР, в 1966—1995 годах — Государственного молодёжного театра Литвы; лауреат Республиканской премии Ленинского комсомола Литовской ССР (1980). Располагается в Вильнюсе в Старом городе на улице Арклю (Arklių g. 5), в старинном здании бывшего дворца Огинских, приспособленного для театра. Руководитель театра с 1997 года — Альгирдас Латенас.

## История

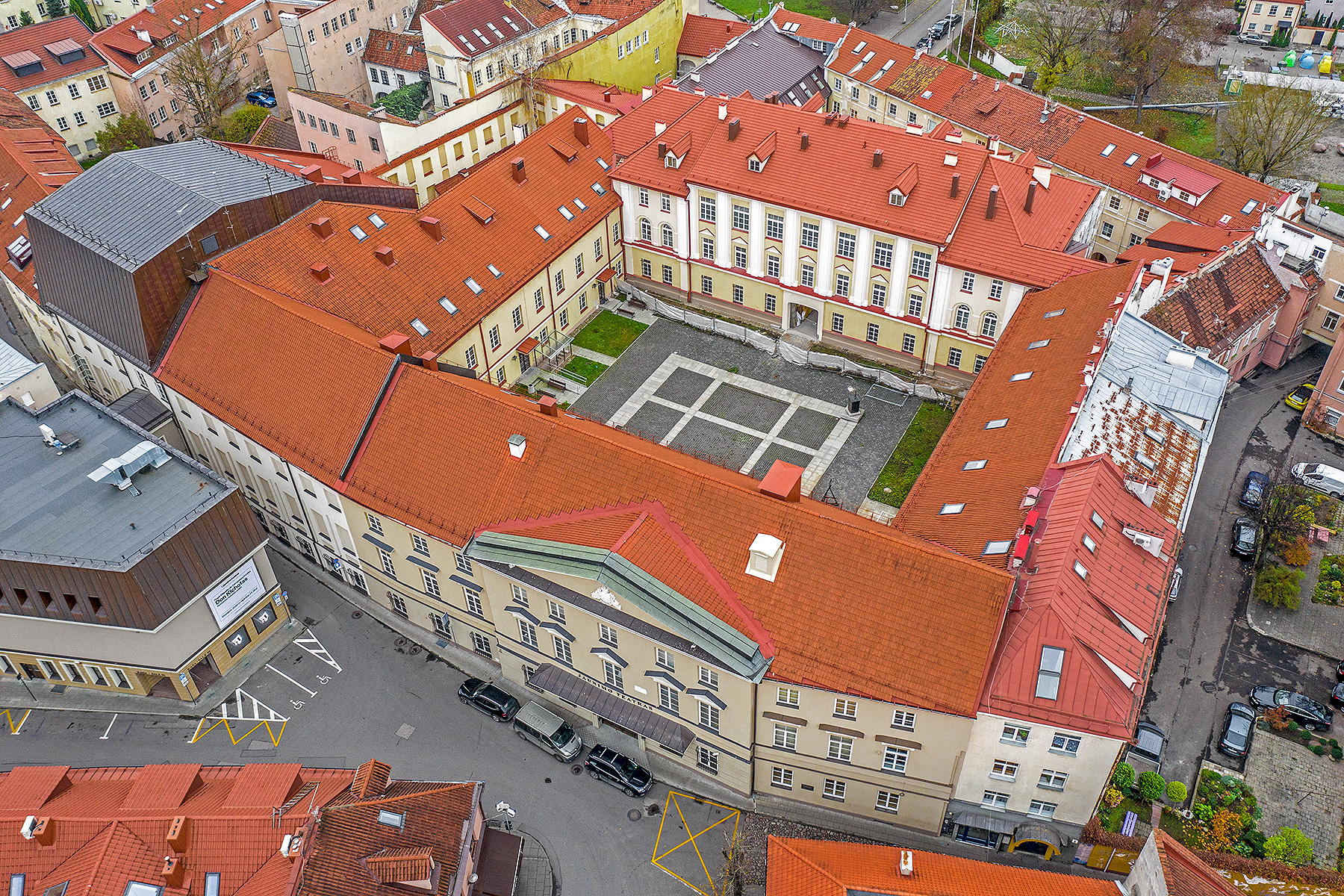

Основан в 1965 году как Театр юного зрителя. Первую труппу составили преимущественно выпускники Консерватории Литовской ССР, прежде работавшие в разных театрах Литвы. Первым спектаклем театра, состоявшимся 27 мая 1966 года, была постановка Аурелии Рагаускайте трагедии «Ромео и Джульетта» Уильяма Шекспира. Первое время театр занимал помещение на улице Л. Гирос, 41 (ныне улица Вильняус), а спектакли ставил на сцене Республиканского Дворца культуры профсоюзов. Затем Молодёжный театр некоторое время располагался в здании Театра на Погулянке на улице Йоно Басанавичяус.
Театр отличался стремлением выработать свой собственный творческий стиль и поисками новых форм актёрской игры и оформления сцены. При театре во второй половине 1960-х годов работала труппа пантомимы, действовал этнографический ансамбль.
Художественными руководителями и главными режиссёрами театра были Аурелия Рагаускайте (1965—1968), Витаутас Чибирас (1968—1974), Даля Тамулявичюте (1974—1988), Антанас Шурна (1992—1997). С 1997 года театром руководит Альгирдас Латенас.
Отдельные спектакли ставили в Молодёжном театре режиссёры Ирена Бучене, Г. Падегимас, Й. Пакулис, Г. Жилис. Большое влияние на развитие театра оказало творчество Эймунтаса Някрошюса, дюбютировавшего постановкой на сцене театра в 1977 году. Его спектакли «Квадрат» (1980), «Пиросмани, Пиросмани» (1981), «И дольше века длится день» (1983), «Дядя Ваня» (1986), «Нос» (1991) принесли Молодёжному театру широкую известность.
Главные художники театра: И. Иванов (1966—1968), В. Миколайтите-Шинкунене (1969—1974), Л. Катинас (1975—1978), Адомас Яцовскис. В театре работают известные сценографы Виталиюс Мазурас, Надежда Гультяева, Йонас Арчикаускас.
В театре играли или продолжают играть актёры Р. Буткявичюс, В. Багдонас, Н. Гельжините, А. Грашис, Ф. Якштас, Р. Карвялис, Э. Плешките, С. Сипайтис, В. Марчинскайте, А. Шурна, Э. Жебертавичюте, И. Кряузайте, Альгирдас Латенас, Костас Сморигинас и другие.
Театр принимал участие в фестивалях детских и молодёжных театров Прибалтики и Белоруссии в Таллине (1969, 1977) и Риге (1973), лауреат фестиваля детских и молодёжных театров Прибалтики и Белоруссии «Театральная весна» (1984). Участвовал также во Всесоюзном фестивале театральной творческой молодёжи в Тбилиси (1982), международном театральном фестивале в Белграде (1984), во Всемирном фестивале молодёжи и студентов в Москве (1985). Театр гастролировал в Москве (1978), Ленинграде (1979), Киеве (1983), Кракове (1984) и многих других городах Европы, в Корее и Японии.

## Репертуар
В Молодёжном театре поставлено свыше 150 спектаклей. В своё время театр был первым в Литве, поставившим некоторые пьесы Жана Ануя, Жана Кокто, Теннесси Уильямса, Питера Устинова. В настоящее время[когда?]

 в афише театра 36 спектаклей — «Дядя Ваня» по А. П. Чехову, «Любовь коня Доминикаса» Витаутаса В. Ландсбергиса, «Патриоты» Пятраса Вайчюнаса и другие.